# WOEID
WOEID (engl. Where On Earth IDentifier) ist eine jeweils 32-bit lange Zahlenfolge, über die jeder Ort und jedes Gebiet auf der Erde eindeutig identifiziert werden kann. Der Dienst gilt inzwischen als deprecated (veraltet).

## Zielsetzung
Die WOEIDs wurden ursprünglich bei GeoPlanet entwickelt und anschließend von Yahoo! übernommen; Ziel war es jeden Ort auf dem Planeten mit einer eindeutigen ID adressieren zu können und zusätzlich eine Hierarchie zwischen den Orten abbilden zu können.

## Verbreitung
WOEIDs können überall dort zum Einsatz kommen, wo Orte eindeutig identifiziert werden müssen, so etwa bei Flickr, bei OpenStreetMap oder bei Twitter.
Yahoo! machte die GeoPlanet-Daten zwischen 2009 und 2012 öffentlich zugänglich.